# Ударні музичні інструменти

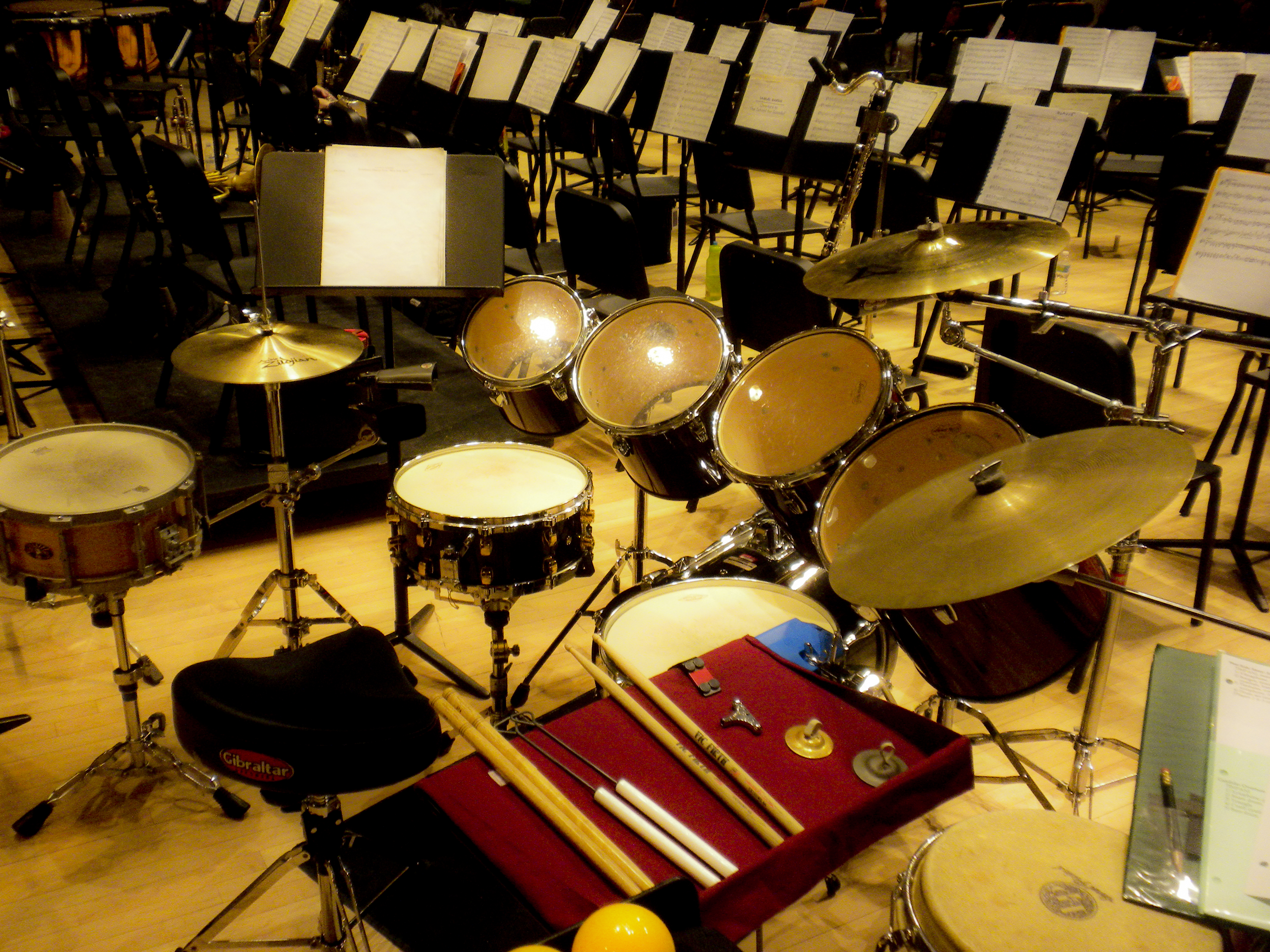
Ударні інструменти у симфонічному оркестрі

Уда́рні музи́чні інструме́нти — музичні інструменти, звук на яких видобувається ударом (руками, паличками, молоточками і т. д.) по тілу, що стає його джерелом. Найчисленніше і найстародавніше сімейство серед усіх музичних інструментів. Іноді ударні музичні інструменти називають словом перку́сія (від англ. percussion).
Музикант, що грає на ударних інструментах називається уда́рником або перкусіоні́стом, в рок- та джазових групах — також бараба́нщиком.

## Класифікація

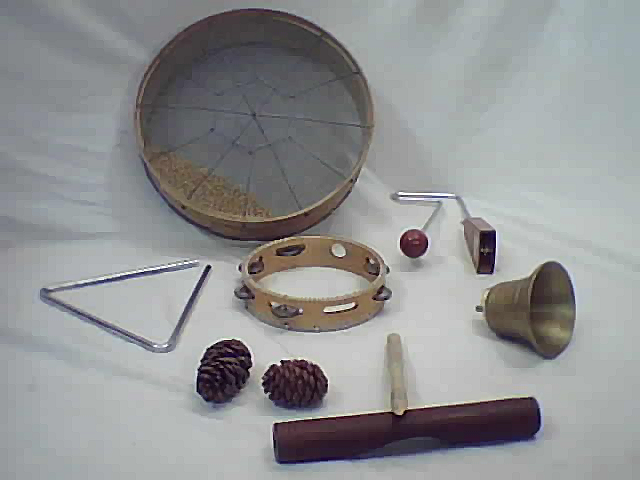
Ударні музичні інструменти — ідіофони

В залежності від джерела звуку ударні інструменти поділяються на:
- Ідіофони — джерело звуку — корпус інструменту. Ідіофонами є ганґ, оркестрові дзвони, ксилофон, трикутник, тарілки, кастаньєти, гонги та ін.
- Мембранофони — джерело звуку — натягнута шкіра, «мембрана». До мембранофонів належать барабани, литаври, том-томи та ін.

В залежності від властивостей звуку розрізняють:
- Інструменти з невизначеною висотою звучання — трикутник, тарілки, кастаньєти, барабани, том-томи та інші.

- Інструменти з визначеною висотою звуку — ксилофон, вібрафон, маримба, дзвіночки, оркестрові дзвони, литаври та інші.

## Історія

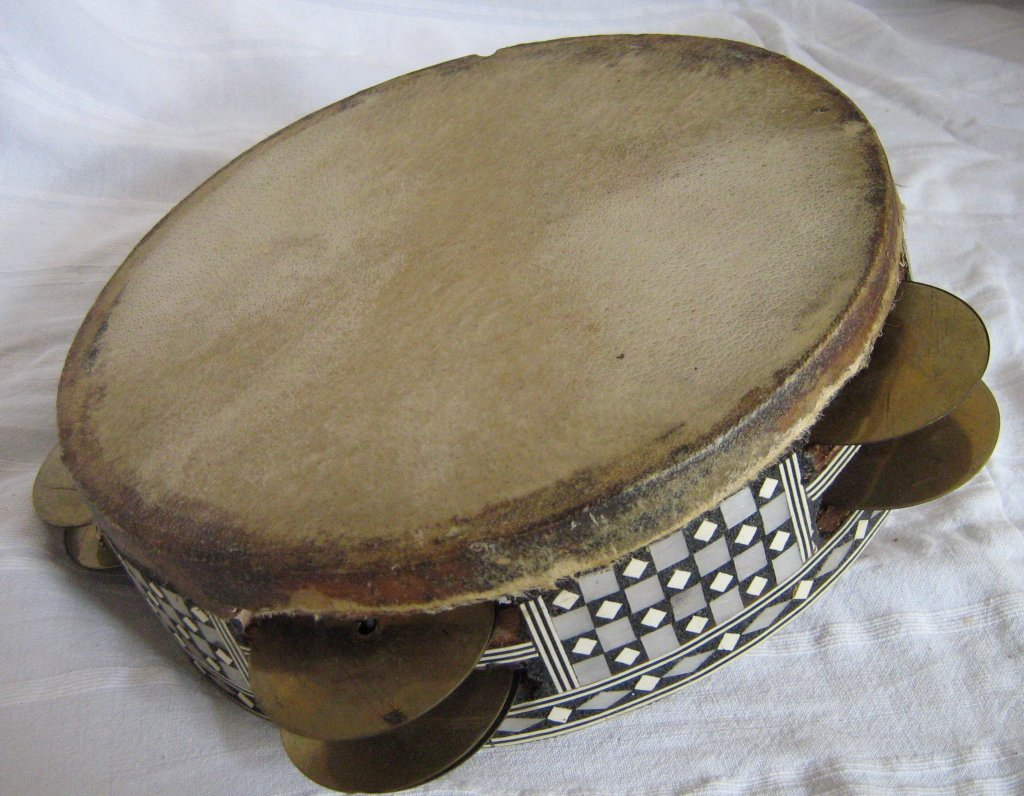
Бубон

Ймовірно першим барабаном був порожній стовбур дерева, на який натягали шкіру рептилій або риб. Пізніше стали використовувати шкіри тварин, убитих на полюванні, з'явилися перші ціпки. Для прикріплення шкіри до корпуса застосовувалося кілька різних методів: цвяхи, клей, заклепки, шнур навколо корпуса й т.п.
Прообраз малого барабана найімовірніше прийшов в Іспанію від арабів і спочатку був суто фольклорним інструментом. Спочатку звук з барабана видобували руками, а пізніше стали використовувати ціпки округлої форми. Настроювання барабана здійснювали шляхом стягування мембран жилами, мотузками й пізніше за допомогою металевих натяжних кріплень, які натягали або послабляли мембрани, і завдяки цьому звук барабана змінював свій тон. У різні часи й у різних народів були зовсім не схожі один на одного інструменти. Близько XIV століття його починають використати у військах. Тоді ж з'являються жильні струни, натягнуті уздовж поверхні нижньої шкіри. Старший брат малого барабана — теноровий барабан — також використовували в армії як зі струнами, так і без.
Бас-барабан і тарілки потрапили в Європу з військами Османської імперії у XVIII столітті. Довгий час інструмент яничарів іменувався європейцями османським барабаном. Перші ноти для барабана датовані XVI століттям.
В XVII–XVIII столітті ударні інструменти поступово потрапляють до складу симфонічних оркестрів. В XIX столітті в симфонічний оркестр входять литаври, трикутник, тарілки, малий та великий барабани, а також ксилофон та оркестрові дзвони. В XX столітті набір оркестрових ударних інструментів значно розширюється.
Разом з тим на початку XX століття формується ударна установка. Ще у дев'яностих роках XIX століття музиканти з Нового Орлеану і з інших міст США намагалися пристосувати малий барабан і великий барабан військового оркестру для сценічного виконання так, щоб один виконавець міг грати відразу на двох інструментах. У той же час вони розвивали новий стиль гри, що базувався на колективній імпровізації, що пізніше стане основою джазу. З винаходом хай-хету в середині 1920-х років ударна установка набуває схожого на сучасний вигляд.
Характерною для останніх десятеліть є тенденція до залучення в музичну культуру найрізноманітніших ударних інструментів різних національних культур.

## Ударні інструменти в українській народній музиці

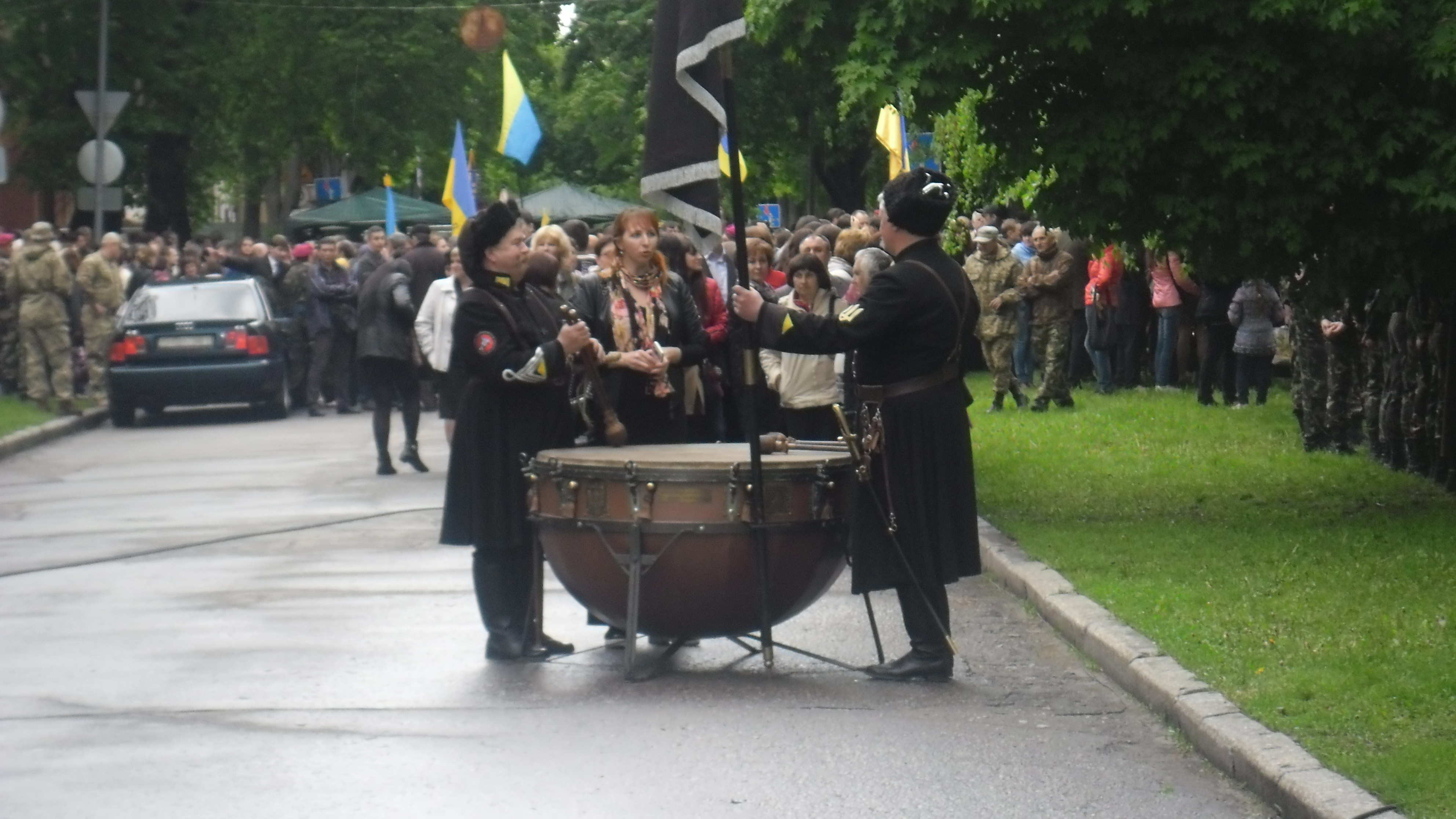
Литаври

В українській народній музиці велику роль відіграють ударні та шумові інструменти, виникнення яких сягає своїм корінням у сиву давнину. Різноманітні брязкальця, пустотілі раковини, калатальця — все це використовували для подачі сигналів, а пізніше — для ритмічної організації музики. Цю ж функцію виконували часто і такі речі побутового вжитку, як деркач, било, калатало, що були невіддільними супутниками сторожів.
В народній музиці, що супроводжувала ігри, весілля, календарні, релігійні свята та обряди, широко використовували такі предмети побутового вжитку, як ложки, рубель з качалкою. Можна зустріти народні кастаньєти, зроблені з двох дерев'яних спарених ложок. На них музикант відбиває різноманітні ритмічні малюнки, імітує цокіт кінських копит.
Найпоширенішим ударним інструментом у народній музиці є бубон (решітка). Легкий дерев'яний обідок, обтягнутий з одного боку шкірою, — це найпростіша конструкція бубна, що був відомий в Україні ще за часів Київської Русі. Сучасні матеріали, металеві дзвіночки, тарілочки, гарне оздоблення змінили вигляд бубна, що завжди супроводжував танцювальну музику, входив до складу полкової музики Війська Запорозького.
Із західних областей України в інші регіони республіки прийшов екзотичний ударний інструмент, що за специфічне забарвлення звуку зветься бугай. У невеликій конусоподібній діжечці верхній отвір обтягнуто шкірою. До неї в центрі прикріплено пучок конячого волосся. Музикант зволоженими у квасі руками сіпає за волосся і видобуває найстійкіші звуки акорду.

## Перкусія
Перкусія (англ. percussion — удар) — загальна назва ударних інструментів, які не входять до складу класичної ударної установки: бонго, бубон, гуїро, дарбука, дерев'яна коробочка, дзвіночки, кабаца, камесо, ковбели, конґа, кастаньєти, маракаси, пандейра, табла, тамбурин, трикутник, тріскачка, чокало, шейкери та багато інших етнічних ударних інструментів.
Інструменти перкусії використовують в різному поєднанні, у всіх видах музичних оркестрів та ансамблів — академічна, естрадна музика, деякі стилі сучасного джазу (афро-кубинського, босанова, джаз-рок та ін.). Зазвичай на цих інструментах грають незайняті музиканти або запрошені виконавці.
Термін «перкусія» також застосовують і до груп (Африка, Малайзія, Індія, Південна Америка, північні народності), що складаються з виконавців, які грають лише на ударних інструментах. Такі групи, як правило, виконують ритуальну музику і супроводжують обрядові свята. Здебільшого, вони поширені в племенах, але також виступають і на великій сцені, як ритмічний супровід екзотичних вокально-танцювальних груп.
Також можливе використання і в переносному значенні — людина-перкусія, що означає людина, яка привертає багато уваги або приблизно те ж саме, що й єрихонська труба.

## Мультимедія
- Інтерлюдія з опери "Ніс"ⓘ Д.Шостаковича, написана винятково для ударних без визначеної висоти звуку.